# Problema do ponto equicordal
Em geometria euclidiana plana, o problema do ponto equicordal é a questão se um corpo convexo plano fechado pode ter dois pontos equicordais. O problema foi originalmente colocado em 1916 por Fujiwara e em 1917 por Wilhelm Blaschke, Hermann Rothe e Roland Weitzenböck. Uma generalização da afirmação deste problema recebeu resposta negativa em 1997 por Marek R. Rychlik.